# 제시카제인 클레먼트
제시카제인 클레먼트(Jessica-Jane Clement, 1985년 2월 24일 ~ )는 잉글랜드의 배우, 글래머 모델이다.